# Pęcław (gmina)
Pour les articles homonymes, voir Pęcław.
Pęcław est une gmina rurale du powiat de Głogów, Basse-Silésie, dans le sud-ouest de la Pologne. Son siège est le village de Pęcław, qui se situe environ 12 km à l'est de Głogów et 80 km au nord-ouest de la capitale régionale Wrocław.
La gmina couvre une superficie de 64,13 km2 pour une population de 2 314 habitants.

## Géographie
La gmina est bordée par les gminy de Głogów, Grębocice, Polkowice, Radwanice et Żukowice.
La gmina contient les villages de Białołęka, Borków, Droglowice, Golkowice, Kaczyce, Kotowice, Leszkowice, Mileszyn, Pęcław, Piersna, Turów, Wierzchownia, Wietszyce et Wojszyn.